# Blut und Gold (Film)
Blut und Gold (Originaltitel: Relentless) ist ein US-amerikanischer Western aus dem Jahr 1948 von George Sherman mit Robert Young und Marguerite Chapman in den Hauptrollen. Der Film wurde von Cavalier Productions produziert und basiert auf dem 1939 veröffentlichten Roman Three Were Thoroughbreds von Kenneth Perkins.

## Handlung
Die Goldsucher Len Briggs und Bob Pliny feiern ihren Sucherfolg, als Nick Buckley bei ihnen auftaucht und um Hilfe für seine schwangere Stute bittet. Die beiden Männer bieten Nick ihre Hütte an, doch Tex Brandow meint, Nicks Pferd wäre in einem richtigen Stall besser aufgehoben. In der Nacht werden Briggs und Pliny von Brandow und seinem Komplizen Jim Rupple ermordet. Die beiden erbeuten die Lagekarte des Goldclaims. Jeder der beiden erhält einen Teil der Karte; man trifft sich erst, wenn man sicher aus der Stadt heraus ist. 
Am nächsten Morgen erhält Nick von der Ladenbesitzerin Luella Purdy Medizin und Decken für sein Pferd. Er verlässt die Stadt und schon bald bringt seine Stute ein Fohlen zur Welt. Etwas weiter liegt Brandow im Hinterhalt, der seinen Partner Rupple um den Kartenteil bringen will. Brandow erschießt Rupples Pferd und bringt das Kartenstück an sich. Rupple entdeckt Nick und bemächtigt sich der Stute, um Brandow zu verfolgen. Das geschwächte Pferd stolpert und stürzt, so kann Nick zu Rupple aufschließen und ihn töten. Brandow ist Zeuge des Vorfalls und verspricht, bei Sheriff Moyer auszusagen, dass Rupple beim Pferdediebstahl erschossen wurde. Nick will zu seinem Fohlen zurück und überlässt es Brandow, Rupples Leiche in die Stadt zu bringen. In der Stadt beschuldigt er Nick jedoch der Morde an Briggs, Pliny und Rupple.
Luella hat sich mit einem Wagen auf die Suche nach Nick gemacht und findet ihn mit dem Fohlen. Das Fohlen wird aufgeladen. Luella fährt mit Nick zu einem alten Goldsucher, der eine Eselin hat, die als Pflegemutter für das Fohlen dienen soll. Als Nick sieht, dass das Fohlen die Milch der Eselin annimmt, kauft er sie dem Goldsucher ab und nennt sie Sappho. Auf der Rückfahrt kommen sich Nick und Luella näher. Er erzählt ihr von Rupples Pferdediebstahl. Sheriff Moyer galoppiert ihnen entgegen, um Nick festzunehmen. Da Luella weiß, dass Nick in der Nacht, als Briggs und Plyni ermordet wurden, in der Stadt war, verteidigt sie ihn. Doch Moyer schenkt ihr keinen Glauben. Nick überwältigt den Sheriff, fesselt ihn an Luellas Wagen und schwört, Brandow zu fassen.
Monate vergehen, ohne dass Nick Brandow findet. Luella hat sich in der Zeit um das junge Pferd gekümmert und es Breeze genannt. Nick besucht sie, wird aber schnell von Sheriff Moyer und seinen Deputys bei einem Schusswechsel verletzt und zur Flucht getrieben. In einer verlassenen Goldgräberstadt sucht er Zuflucht in Joe Faringos Saloon. Faringo erkennt in Nick den gesuchten Mörder der Goldgräber. Da er glaubt, Nick wisse, wo das Gold ist, versteckt er ihn vor dem Sheriff und lässt von einem Arzt seine Wunden versorgen. Dann zwingt er Nick eine Karte des Claims zu zeichnen. Mit der Karte reitet Faringo los und lässt Nick in der Obhut seines Handlangers Jake zurück. Luella hört in der Stadt den Arzt von Nicks Behandlung in Faringos Saloon sprechen. Schnell eilt sie hin und kann Nick befreien. Faringo hat die Karte derweil als Fälschung erkannt und kehrt gerade zurück. Er schießt auf die Flüchtenden, trifft aber nicht. 
Nick sucht weiter nach einer Spur von Brandow. Mit Sappho ist er unterwegs durch die Wüste. Jedoch ist Sappho verletzt und muss von Nick behandelt werden. Er baut ihr einen Unterstand und will sie gerade mit einem Eimer Wasser zurücklassen, als Breeze auftaucht. Mit dem Jungpferd geht Nick weiter in die Wüste. Tatsächlich findet er Brandow, der erst nach Stunden ohne Wasser zu einem Geständnis bereit ist. Es ertönt ein Schuss, Brandow bricht zusammen. Nick sieht Faringo und Jake auf sich zukommen. Doch auch Luella und Sheriff Moyer erscheinen an der Mine. Faringo behauptet, er sei Zeuge, wie Nick Brandow niedergeschossen habe. Doch Brandow gesteht mit seinen letzten Atemzügen die Morde an den Goldsuchern und an Rupple. Er bezeugt zudem, dass Faringo ihn niedergeschossen habe. Nick ist somit rehabilitiert. Sappho wird auf den Wagen geladen, und Luella und Nick planen eine gemeinsame Zukunft.

## Produktion

### Hintergrund
Gedreht wurde der Film vom 25. November 1946 bis zum 28. Februar 1947 in Arizona, u. a. in Tucson, Marana, Apache Junction, Sedona, in der Sonora-Wüste, den Tucson Mountains, den Superstition Mountains, den Santa Catalina Mountains und am Ironwood Forest National Monument. Weitere Aufnahmen entstanden in den Old Tucson Studios und auf der Movie Ranch von Ray Corrigan im Simi Valley in Kalifornien.

### Stab
Stephen Goosson und Walter Holscher waren die Art Directors, Jean Louis der Kostümbildner. Morris Stoloff war der musikalische Direktor.

### Besetzung
In kleinen nicht im Abspann erwähnten Nebenrollen traten Ernie Adams, Johnny Carpenter, Joseph Crehan, Byron Foulger, Olin Howland, Hank Patterson (als Bob Pliny) und Victor Potel auf. Ebenfalls unerwähnt blieben Paul E. Burns als Len Briggs und Frank Fenton als Jim Rupple.

## Synchronisation
Die deutsche Synchronfassung entstand 1952 bei der Ultra-Film Synchron GmbH in München.
| Rolle        | Darsteller         | Synchronsprecher |
| ------------ | ------------------ | ---------------- |
| Nick Buckley | Robert Young       | Paul Klinger     |
| Luella Purdy | Marguerite Chapman | Carola Höhn      |
| Jeff Moyer   | Willard Parker     | Curt Ackermann   |
| Joe Faringo  | Akim Tamiroff      | Bum Krüger       |
| Jim Rupple   | Frank Fenton       | Anton Reimer     |

Anmerkung: Die kursiv geschriebenen Namen sind Rollen und Darsteller, die nicht im Abspann erwähnt wurden.

## Veröffentlichung
Die Premiere des Films fand am 20. Februar 1948 statt. In der Bundesrepublik Deutschland kam er am 14. November 1952 in die Kinos, in Österreich im Oktober 1953.

## Kritiken
Das Lexikon des internationalen Films schrieb: „Kriminal-Western, der das Handlungsmuster von Hitchcocks Film Die 39 Stufen ins Western-Milieu verlegt.“
Der Kritiker des TV Guide sah einen unkonventionellen Film mit einer guten Story und eleganter Regie.